# Barrage de Cuesta del Viento
Le barrage de Cuesta del Viento (en espagnol : Embalse Cuesta del Viento) en Argentine est un barrage situé dans le département d'Iglesia, au nord de la province de San Juan.
Il a été construit au niveau du confluent entre le Río Blanco (cours supérieur du río Jáchal) et l'arroyo Iglesia, là où débute le cours du río Jáchal proprement dit, sur le territoire de la petite ville de Rodeo.
C'est l'installation hydroélectrique la plus importante de la région nord de la province de San Juan. La centrale régule les débits des rivières et ruisseaux (arroyos) provenant du dégel des hauts sommets de la Cordillère des Andes. Elle produit de l'énergie et permet le développement de la production agricole et minière de la zone. Le lac de retenue constitue enfin une base touristique majeure pour le nord de la province.

## En chiffres

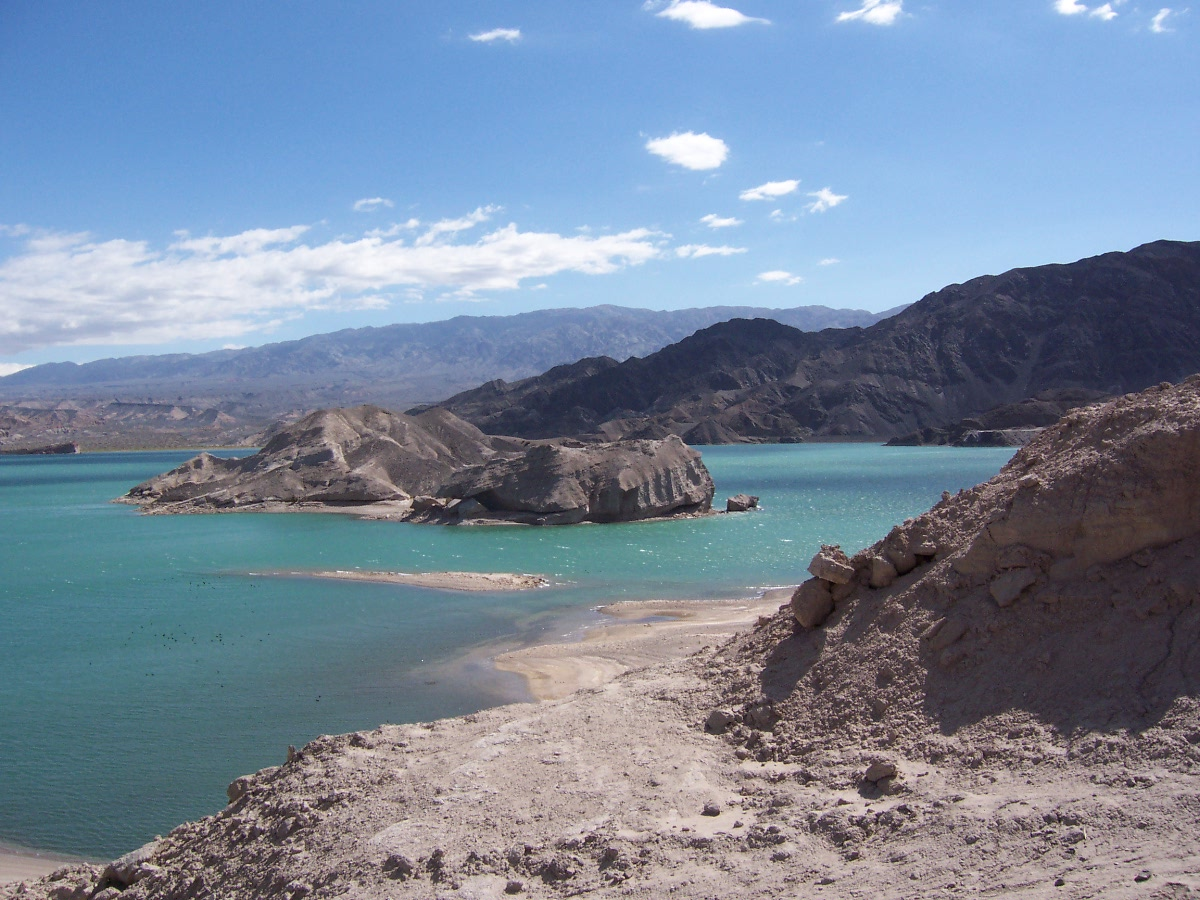
Vue du lac de barrage

Le barrage est achevé en 1997. C'est un édifice de béton armé qui héberge une turbine de type Kaplan. La puissance de la centrale est de 10 500 kilowatts. La hauteur de chute est de 55 mètres et le débit moyen de 18 m3/s. Elle produit quelque 33 millions de kilowattheures annuellement. Le barrage assure l'irrigation de plus ou moins 17 000 hectares. Le couronnement du barrage a une longueur de 1280 mètres, et une largeur de 12 mètres. Il livre passage à la route nationale 150. Au total il s'élève à 105 mètres à partir de la roche de fondation. La superficie du lac de retenue est de 12,8 km2 (1280 hectares). La retenue a une capacité (volume) de 206 millions de m3.

## Source
- Dique Cuesta del Viento